# 黄心树
黄心树（学名：Machilus bombycina），为樟科润楠属下的一个植物种。